# Anja Huber
Anja Huber (Berchtesgaden, Alemanha Ocidental, 20 de maio de 1983) é uma piloto de skeleton alemã. Ela conquistou uma medalha de bronze olímpica em 2010.